# Duncan Ferguson
Duncan Ferguson (Stirling, 27 dicembre 1971) è un allenatore di calcio ed ex calciatore scozzese, di ruolo attaccante, tecnico dell'Iverness.

## Caratteristiche tecniche

### Giocatore
Famoso per il suo stile di gioco competitivo e duro, che sfociò in ben nove cartellini rossi ed una sentenza di tre mesi di prigionia per una aggressione, sul campo, nel 1995.

## Carriera

### Giocatore

#### Club
Cominciò la sua carriera al Carse Thistle prima che il Dundee Utd gli offrisse nel 1990 il suo primo contratto da professionista. Nel 1993 si trasferì a Glasgow, sponda Rangers, per la allora cifra record di 4 milioni di sterline. La sua carriera al di fuori dei confini nazionali, quelli scozzesi, fu in Inghilterra dove giocò fondamentalmente per l'Everton (dal 1994 al 1998 e dal 2000 al 2006) con una piccola parentesi al Newcastle United (dal 1998 al 2000). Dopo la sua ultima stagione in Premier League con la casacca dei toffeemen nel 2006, Ferguson si ritira ufficialmente dal calcio giocato.
Durante la sua carriera, Ferguson ha vinto una FA Cup con l'Everton nel 1995, giocato i preliminari di Champions League nel 2005, sempre con l'Everton, e partecipato alla Coppa UEFA nel 1999 con il Newcastle e nel 2005 con i blues di Liverpool. Ferguson è tuttora il miglior marcatore scozzese della Premier League di tutti i tempi, con 68 reti segnate.

#### Nazionale
Vanta 7 presenze senza reti con la Nazionale scozzese, collezionate tra il 1992 (anno in cui è stato convocato per gli Europei in Svezia) e il 1997. Le sue apparizioni in nazionale furono solamente sette in quanto ci fu una diatriba mai risolta tra il giocatore e la Scottish Football Association.

### Allenatore
Già componente dello staff tecnico dell'Everton, il 5 dicembre 2019 assume l'incarico di allenatore ad interim in sostituzione dell'esonerato Marco Silva. Due giorni dopo debutta battendo il Chelsea per 3-1. Dopo aver ottenuto un pareggio con il Manchester Utd (1-1), il 18 dicembre viene eliminato ai quarti di finale di Coppa di Lega per mano del Leicester City (2-4 ai rigori). Il 21 dicembre, dopo la nomina di Carlo Ancelotti come nuovo allenatore, lascia l'incarico, guidando la squadra per l'ultima volta contro l'Arsenal (0-0). Nonostante l’arrivo del tecnico emiliano rimane nello staff tecnico della squadra in qualità di allenatore in seconda.
Il 18 gennaio 2022 viene nominato allenatore ad interim dell’Everton al posto dell'esonerato Rafael Benítez, disputando un solo incontro (perso contro l'Aston Villa per 0-1) prima di lasciare il posto a Frank Lampard, a partire dal 31 gennaio seguente, entrando nel suo staff.
Il 26 gennaio 2023, viene presentato come il nuovo allenatore del Forest Green Rovers, squadra militante in Football League One.

## Statistiche

### Cronologia presenze e reti in nazionale
| Cronologia completa delle presenze e delle reti in nazionale ― Scozia | Cronologia completa delle presenze e delle reti in nazionale ― Scozia | Cronologia completa delle presenze e delle reti in nazionale ― Scozia | Cronologia completa delle presenze e delle reti in nazionale ― Scozia | Cronologia completa delle presenze e delle reti in nazionale ― Scozia | Cronologia completa delle presenze e delle reti in nazionale ― Scozia | Cronologia completa delle presenze e delle reti in nazionale ― Scozia | Cronologia completa delle presenze e delle reti in nazionale ― Scozia |
| Data                                                                  | Città                                                                 | In casa                                                               | Risultato                                                             | Ospiti                                                                | Competizione                                                          | Reti                                                                  | Note                                                                  |
| --------------------------------------------------------------------- | --------------------------------------------------------------------- | --------------------------------------------------------------------- | --------------------------------------------------------------------- | --------------------------------------------------------------------- | --------------------------------------------------------------------- | --------------------------------------------------------------------- | --------------------------------------------------------------------- |
| 17-5-1992                                                             | Denver                                                                | Stati Uniti                                                           | 0 – 1                                                                 | Scozia                                                                | Amichevole                                                            | -                                                                     | 52’                                                                   |
| 20-5-1992                                                             | Denver                                                                | Canada                                                                | 1 – 3                                                                 | Scozia                                                                | Amichevole                                                            | -                                                                     | 55’                                                                   |
| 12-6-1992                                                             | Göteborg                                                              | Paesi Bassi                                                           | 1 – 0                                                                 | Scozia                                                                | Euro 1992 - 1º turno                                                  | -                                                                     | 79’                                                                   |
| 24-3-1993                                                             | Glasgow                                                               | Scozia                                                                | 0 – 1                                                                 | Germania                                                              | Amichevole                                                            | -                                                                     |                                                                       |
| 18-12-1994                                                            | Amarousio                                                             | Grecia                                                                | 1 – 0                                                                 | Scozia                                                                | Qual. Euro 1996                                                       | -                                                                     |                                                                       |
| 31-8-1996                                                             | Vienna                                                                | Austria                                                               | 0 – 0                                                                 | Scozia                                                                | Qual. Mondiali 1998                                                   | -                                                                     |                                                                       |
| 11-2-1997                                                             | Monaco                                                                | Estonia                                                               | 0 – 0                                                                 | Scozia                                                                | Qual. Mondiali 1998                                                   | -                                                                     |                                                                       |
| Totale                                                                |                                                                       | Presenze                                                              | 7                                                                     |                                                                       | Reti                                                                  | 0                                                                     |                                                                       |

## Palmarès

### Club

#### Competizioni nazionali
- Campionato scozzese: 1

Rangers: 1993-1994
- Coppa di Lega scozzese: 1

Rangers: 1993-1994
- Coppa d'Inghilterra: 1

Everton: 1994-1995
- Community Shield: 1

Everton: 1995